# 伯耶薩湖

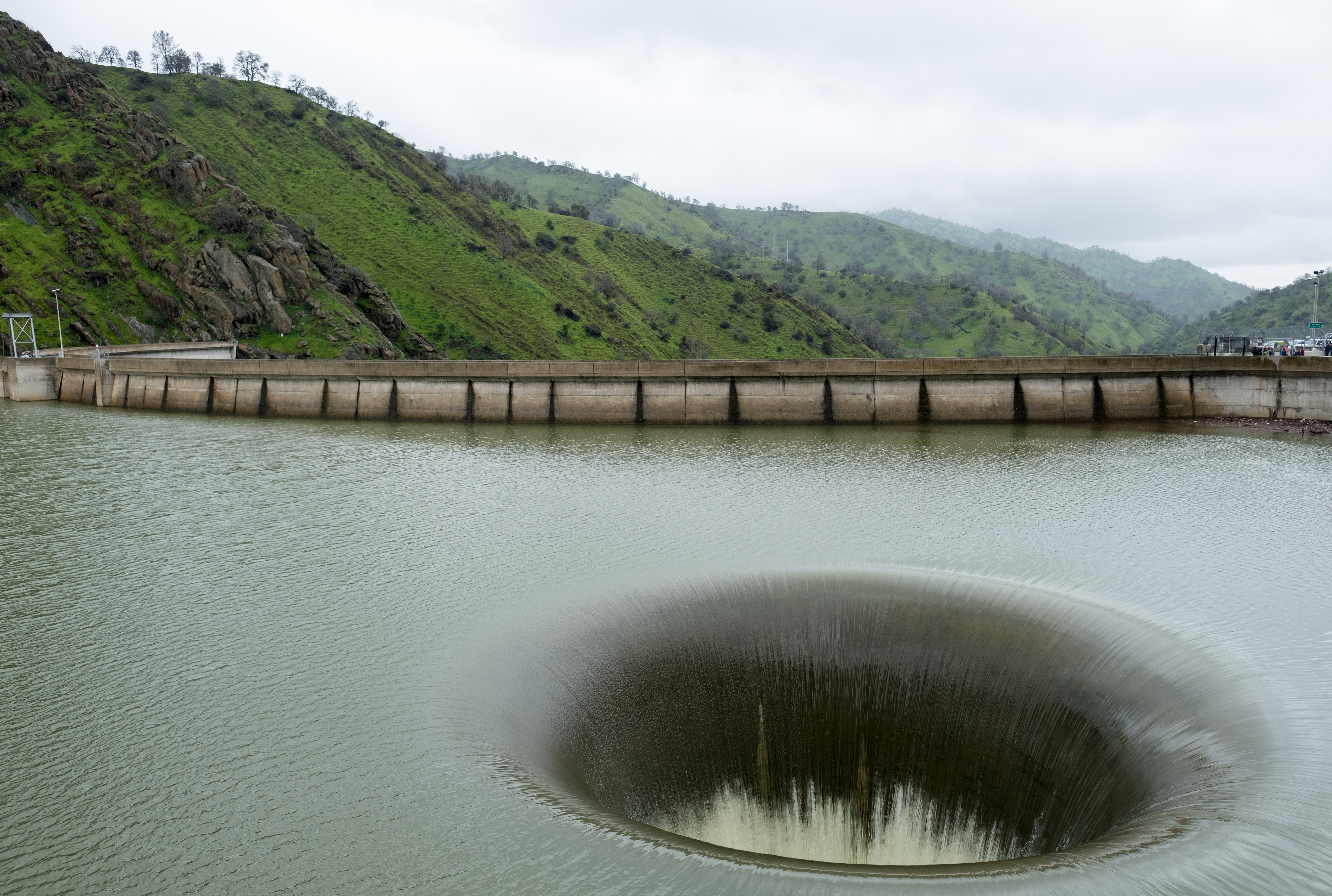
伯耶薩湖喇叭形溢洪道

伯耶薩湖（英語：Lake Berryessa）為加利福尼亞州纳帕县（Napa county）的一個大型湖泊，為蒙地賽羅水壩（Monticello Dam）蓄水所形成，為舊金山灣區北灣地區供水及發電，伯耶薩湖以伯耶薩的第一位歐洲開拓者Sexto Berrelleza命名。